# Iglesia de Santa Brígida
La iglesia de Santa Brígida es un edificio destinado al culto católico de la ciudad de Nápoles, Italia. Está localizada en el centro histórico de la ciudad, en la calle que lleva su nombre.

## Historia
El origen de la iglesia se remonta a 1609, cuando Giovanni Antonio Bianco decidió edificar una capilla dedicada a Santa Brígida de Suecia, quien fue en peregrinación a Nápoles entre 1365 y 1372; a su lado hizo construir también una casa para acoger a viudas. Sin embargo, estas obras se realizaron sin el conocimiento de las autoridades eclesiásticas locales y, por lo tanto, fueron bloqueadas. En 1610, el edificio fue confiado a los Padres Filipenses, que terminaron las obras con la licencia de la archidiócesis gracias a las ayudas otorgadas por una piadosa mujer adinerada, Giovanna Guevara.
En 1637, la iglesia fue confiada a los Clérigos Regulares de la Madre de Dios (Padres Leonardinos) quienes, a partir de 1640, empezaron la ampliación del edificio con proyecto de Natale Longo; en 1675, encargaron al arquitecto Francesco Antonio Picchiatti la completa finalización de las obras. En la realización de la nueva iglesia, que reemplazó la preexistente capilla, se cumplieron todas las condiciones impuestas por las autoridades españolas: de hecho, se construyó una cúpula de sólo 9 metros de altura, ya que el comandante de Castel Nuovo estimaba que una más alta sería un obstáculo para las cañoneras del castillo. Entre los años 1852 y 1857 se llevaron a cabo trabajos de restauración por la voluntad del rey Fernando II de Borbón, realizados por los arquitectos Federico Bausan, Pietro Glejeses.
Los leonardinos quedaron en la iglesia hasta su primera expulsión, que tuvo lugar durante la década de dominio napoleónico (1805-1815); tras el regreso de los Borbones, pudieron volver al edificio (que resultaba modificado, pues algunas partes de las estructuras originales fueron incorporadas en otras obras civiles), pero fueron expulsados otra vez por parte de los Saboya en 1862 y regresaron definitivamente en 1919.

## Descripción

### Exterior
La sencilla fachada tiene doble registro: el primero es jónico y alberga la simple portada, una lápida encima de ella y, en el entablamento, la inscripción en griego colocada en el escudo de armas de los Leonardinos; el segundo se caracteriza por la presencia del ventanal.

### Interior

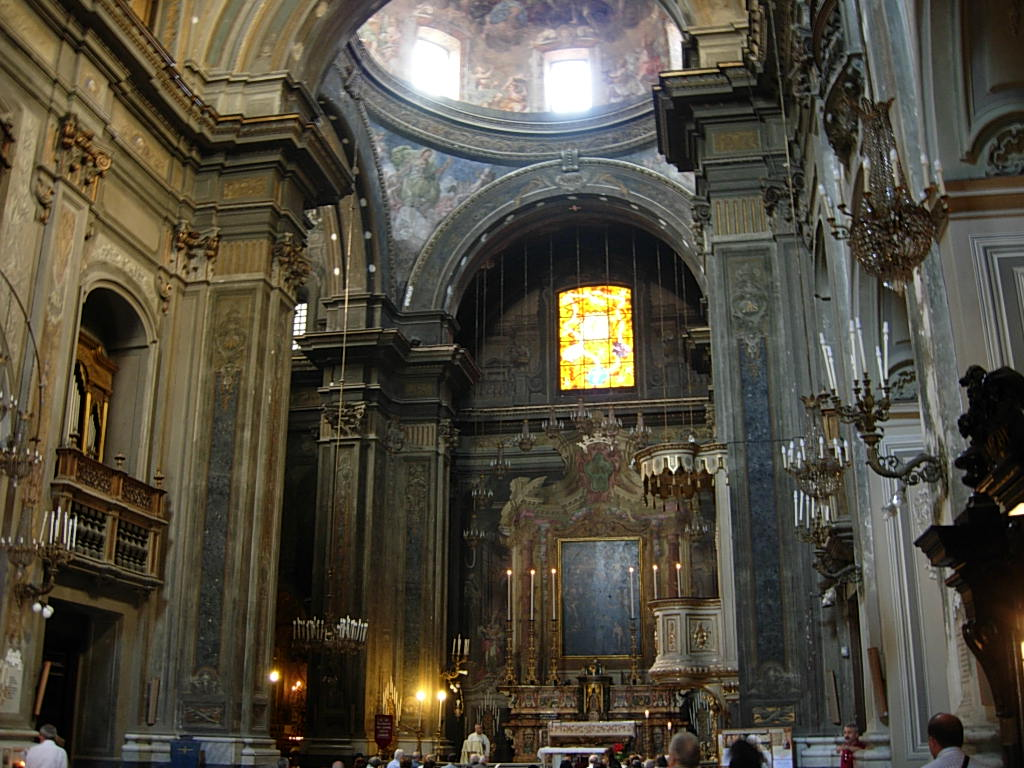
Interior de la iglesia.

El interior tiene planta de cruz latina con capillas laterales. Alberga frescos de Paolo Vetri en la bóveda, que sustituyeron los realizados en el siglo XVIII por Giuseppe Mastroleo, que se perdieron debido a la construcción de la adyacente Galería Humberto I. Los lienzos presentes en el edificio son de: Luca Giordano (quien está enterrado en la misma iglesia), Massimo Stanzione, Paolo De Matteis, Giacomo Farelli, Fedele Fischetti, Paolo Vetri, Giovanni Salomone, Giuseppe Aprea. Los frescos de la sacristía fueron empezados por el mismo Luca Giordano, pero fueron terminados por Giuseppe Simonelli debido a la muerte súbita del maestro.

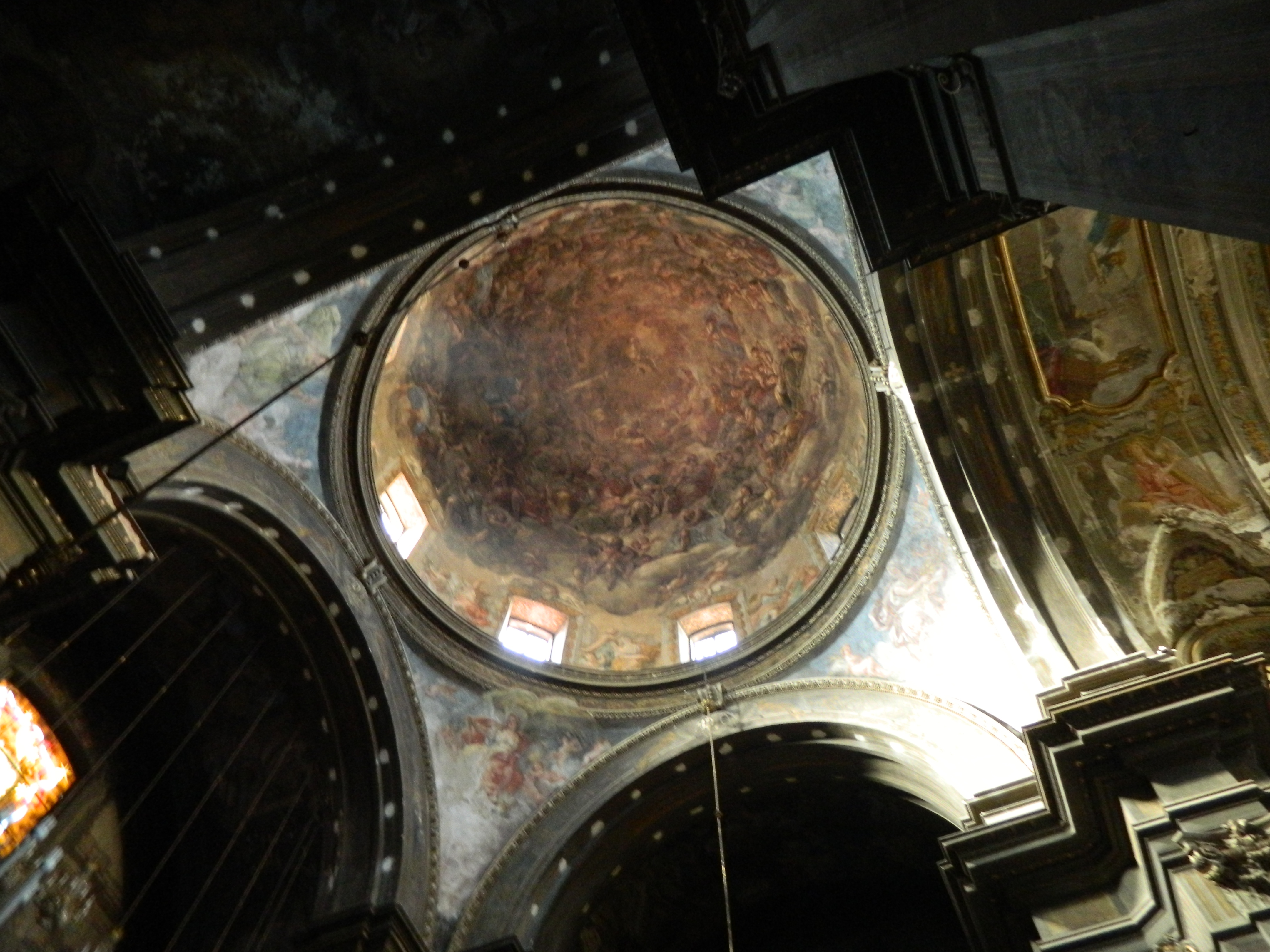
Cúpula.

La cúpula, alta nueve metros, incluso el tambor, presenta en el intradós una fuga de perspectiva realizada por Luca Giordano la cual hace que parezca más esbelta de lo real; en el exterior, la calota es rematada por una majestuosa linterna helicoidal, con pequeñas ventanas ovaladas en su base.
Notable es también la capilla de la Madonna Addolorata, donde está una estatua de la Virgen del siglo XVIII, considerada milagrosa y decorada el 1 de junio y el 15 de septiembre de cada año.
En la sacristía, en un armario-relicario cubierto por exvotos, se conserva un busto relicario de San Cesáreo de Terracina (el santo que sustituyó y cristianizó el culto del emperador Augusto en Nápoles), realizado en el siglo XIX en madera tallada y dorada; se expone a la veneración de los fieles el 1 de noviembre, día del santo. La reliquia, un fragmento de hueso, fue trasladada de la Iglesia de Santa Maria Corteorlandini de Lucca en el siglo XVII por los Leonardinos.

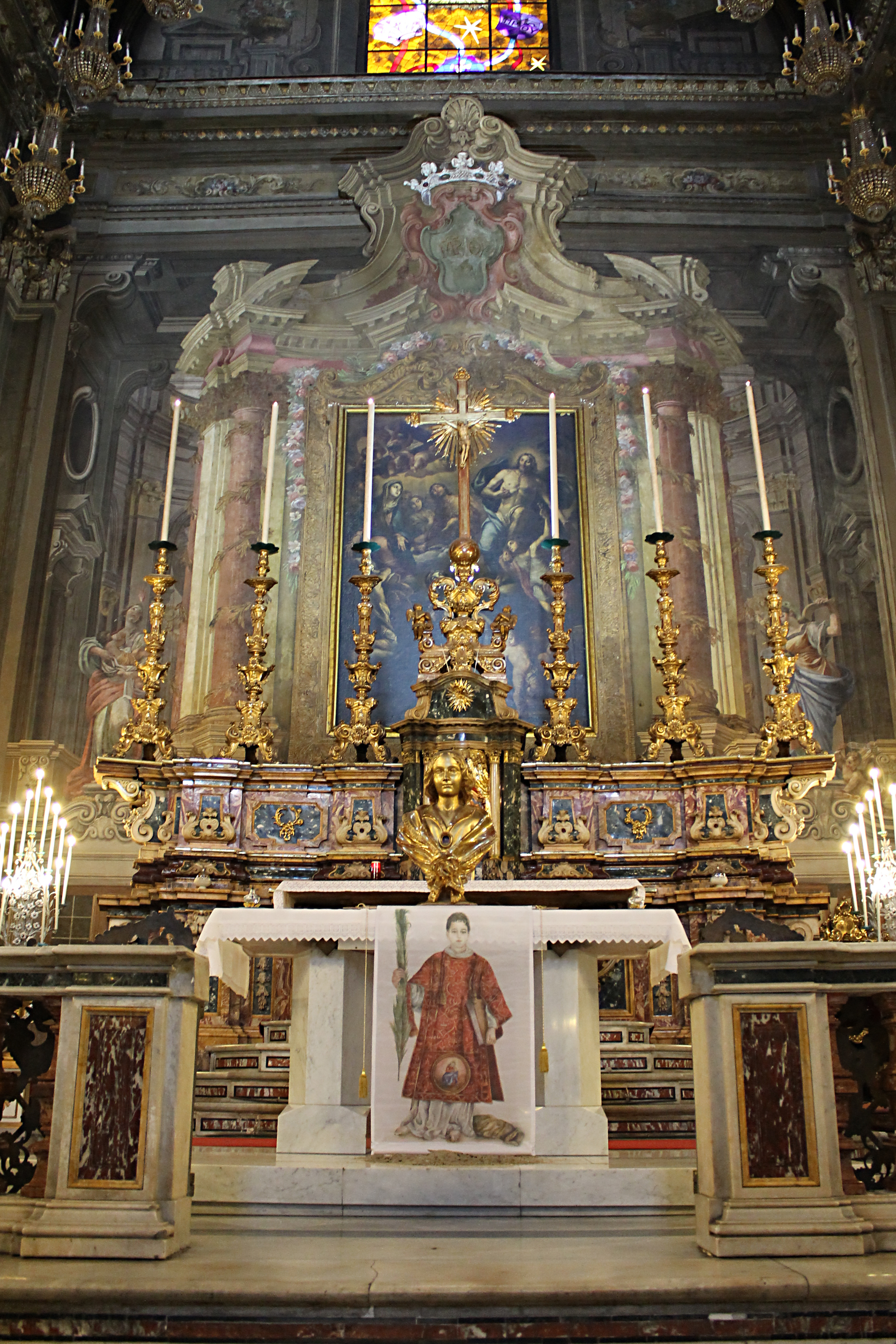
Altar mayor.
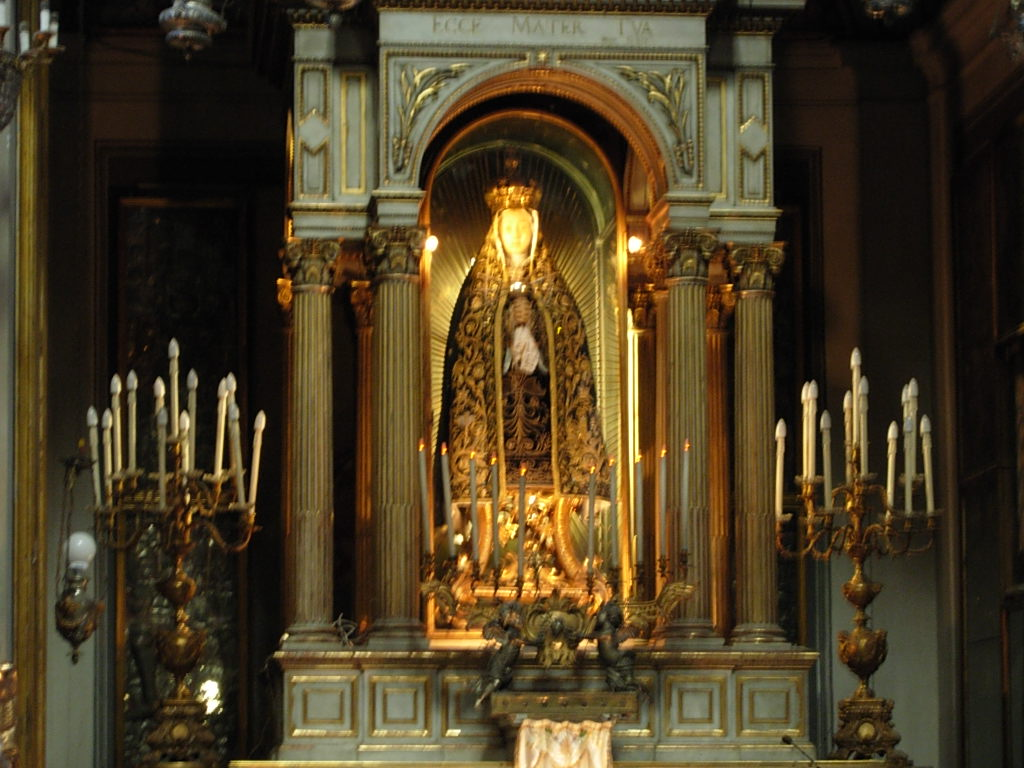
Estatua de la Madonna Addolorata.
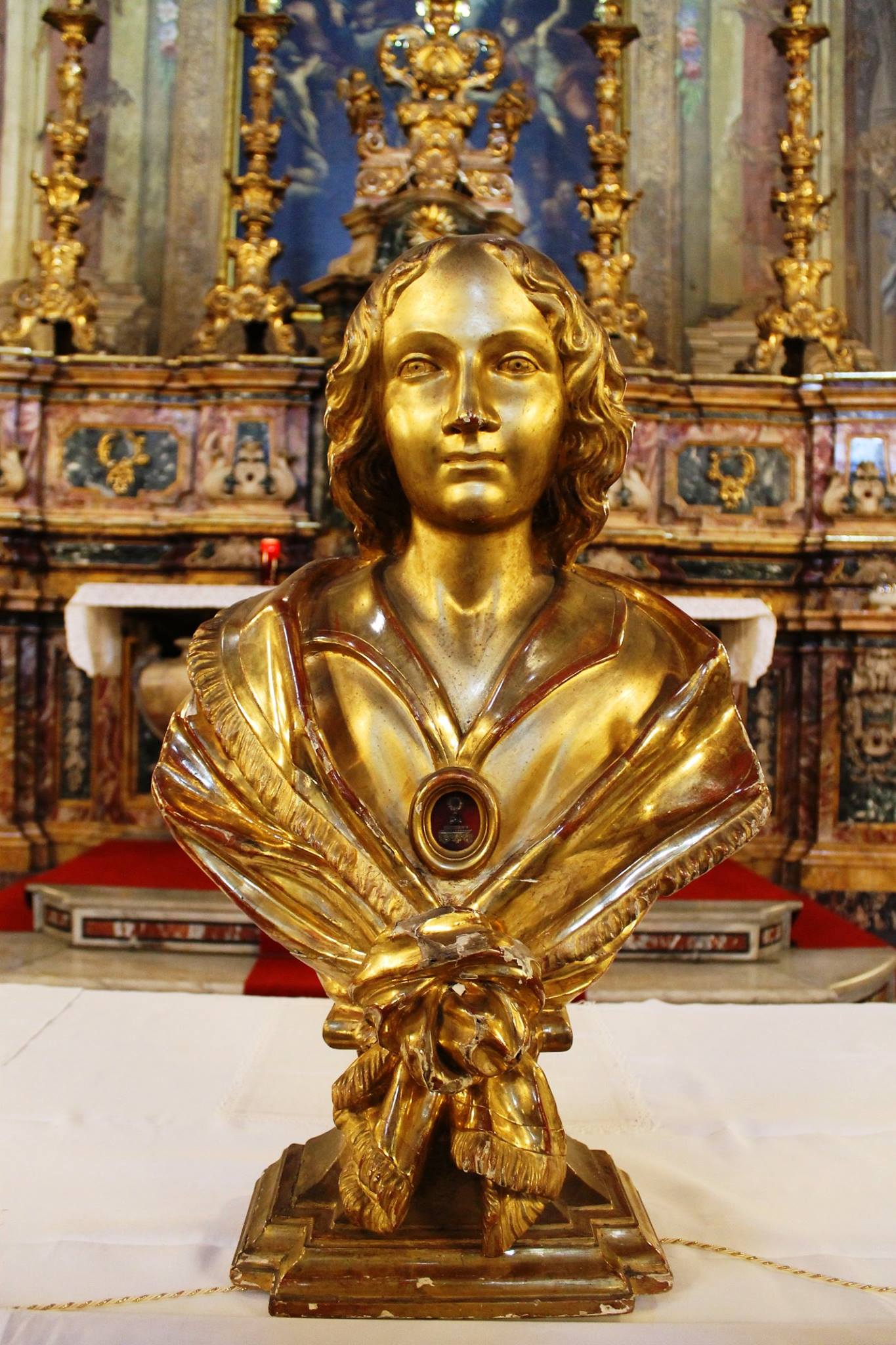
Busto relicario de San Cesáreo

### Órgano
La iglesia alberga el órgano Mascioni opus 439, realizado en 1931. El instrumento, a transmisión pneumática, tiene dos teclados de 61 notas cada uno y un pedalero de 32 notas.
| Prima tastiera - Grand'Organo |     |
| Principale                    | 16' |
| Principale                    | 8'  |
| Flauto                        | 8'  |
| Dolce                         | 8'  |
| Ottava                        | 4'  |
| Decima V                      | 2'  |
| Ripieno                       |     |
| Tromba                        | 8'  |
| Voce umana                    | 8'  |

| Seconda tastiera - Espressivo |               |
| Principale                    | 8'            |
| Bordone                       | 8'            |
| Gamba                         | 8'            |
| Coro viole                    | 8'            |
| Flauto                        | 4'            |
| Salicionale                   | 4'            |
| Sesquialtera                  | 2.2/3'-1.3/5' |
| Flautino                      | 2'            |
| Oboe                          | 8'            |
| Tremolo                       |               |

| Pedale       |     |
| Contrabbasso | 16' |
| Subbasso     | 16' |
| Basso        | 8'  |
| Bordone      | 8'  |

| Unioni e accoppiamenti |      |
| Unione                 | I-P  |
| Unione                 | II-P |
| Unione                 | II-I |
| Super ottava           |      |